# Karl Baumgarten
Karl Baumgarten (né le 31 décembre 1914) est un athlète néerlandais, spécialiste du 400 mètres.

## Biographie
Il remporte la médaille d'argent du 400 m lors des championnats d'Europe d'athlétisme de 1938, à Paris, devancé par le Britannique Godfrey Brown.

### Palmarès
| Date | Compétition           | Lieu  | Résultat | Épreuve | Performance |
| ---- | --------------------- | ----- | -------- | ------- | ----------- |
| 1938 | Championnats d'Europe | Paris | 2e       | 400 m   | 48 s 2      |

### Records
| Épreuve | Performance | Lieu  | Date             |
| ------- | ----------- | ----- | ---------------- |
| 400 m   | 48 s 2      | Paris | 4 septembre 1938 |